# Kvarkenarchipel
De Kvarkenarchipel is een gebied van ongeveer 60 bij 80 km met zeer veel eilanden in Kvarken (Zweeds: Norra Kvarken / Fins: Merenkurkku): het smalste gedeelte in de Botnische Golf tussen Zweden en Finland.
Sinds de laatste ijstijd stijgt de zeebodem in die regio nog altijd één centimeter per jaar als gevolg van de weggevallen druk van het landijs op de aardkorst. Daardoor veert het land als het ware terug op, een proces dat postglaciale opheffing wordt genoemd. Doordat dat zo snel gaat, heeft dat voor de natuur tot gevolg dat veel planten de aangroei van land nauwelijks kunnen bijhouden, zodat veel zeer jonge eilanden nog nauwelijks gekoloniseerd zijn.

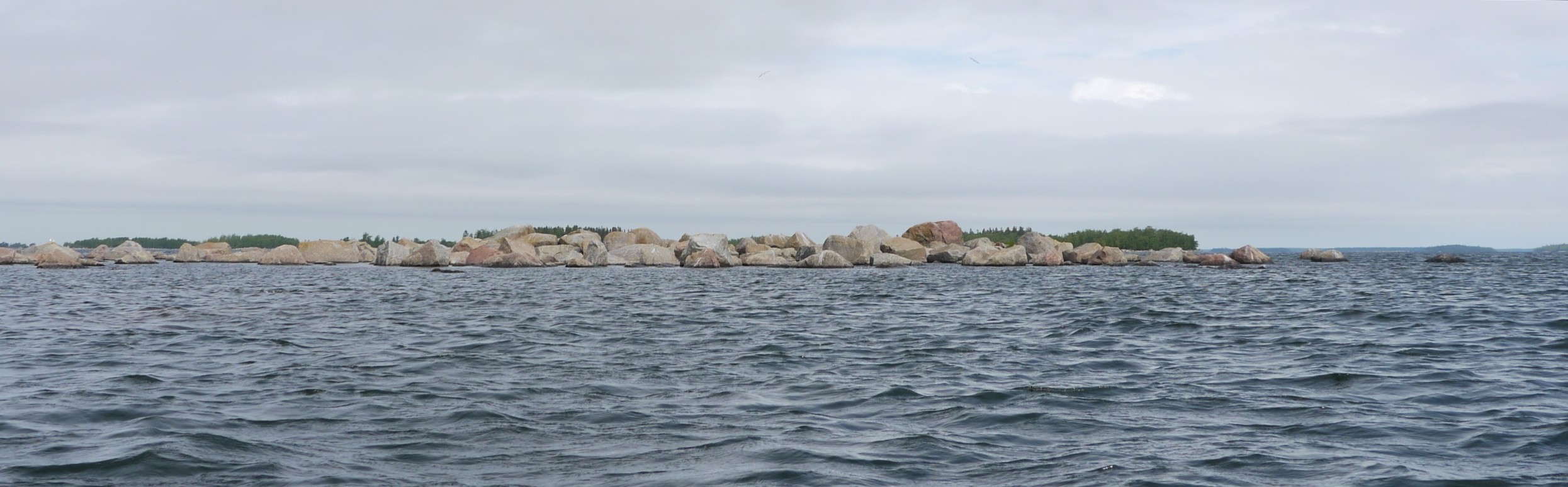
Een nieuw ontstaand eiland in Kvarken, nu nog bestaande uit kale rotsen.

## De vuurtoren van Valsörarna

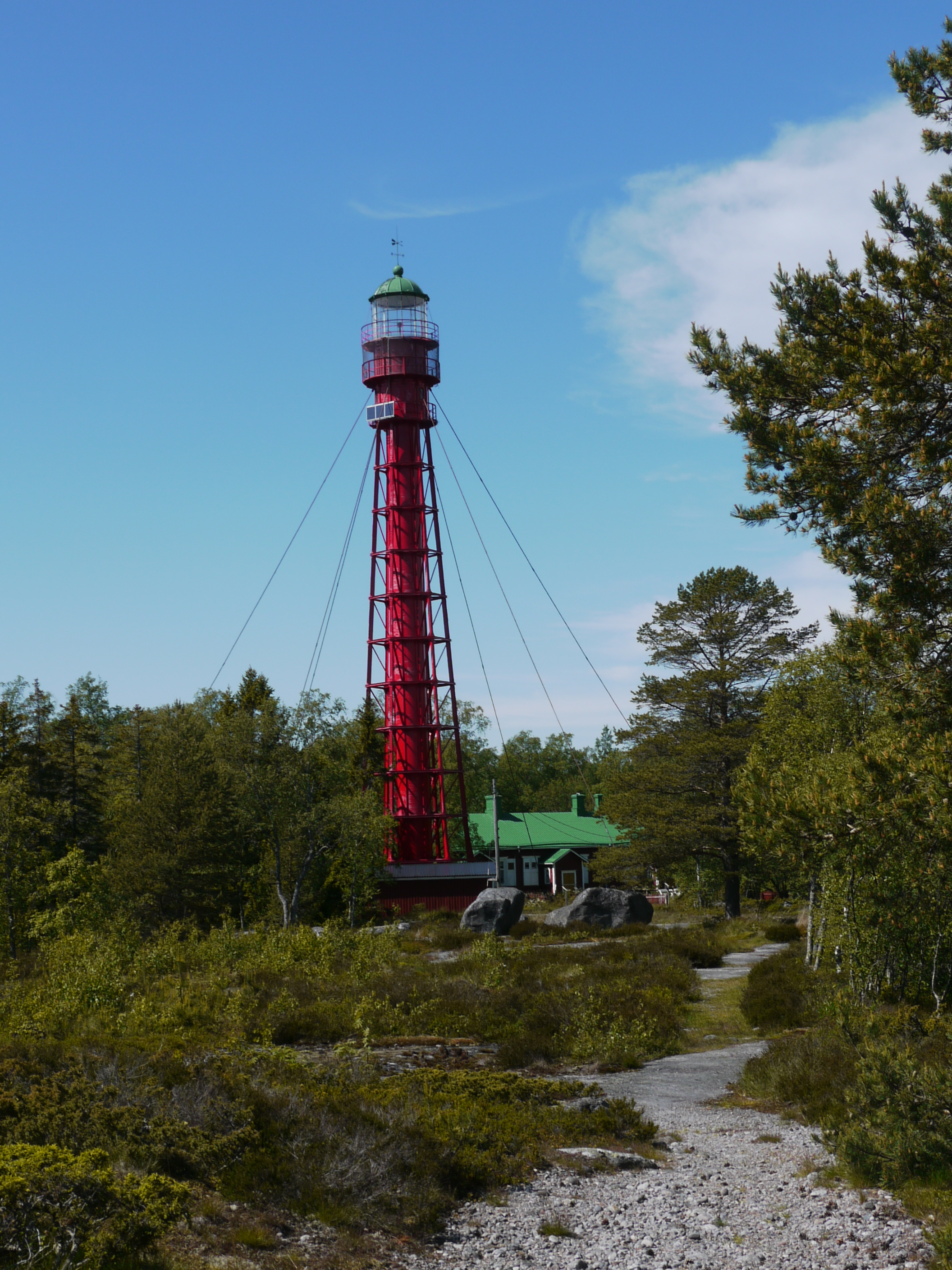
De vuurtoren van Valsörarna

Op een centraal in Kvarken gelegen eilandengroep genaamd Valsörarna (Fins: Valassaaret) staat een 36 meter hoge vuurrode, in 1885 gebouwde vuurtoren die ontworpen is door Henry LePaute, die werkte bij het ingenieursbureau van Gustave Eiffel. De toren vertoont qua bouw een oppervlakkige gelijkenis met de eiffeltoren die vier jaar later werd gebouwd, en wordt daarom ook wel de 'Eiffeltoren van de Oostzee' genoemd. Sinds 1964 is hij geautomatiseerd en onbemand.

## Werelderfgoed
Op 12 juli 2006 werd een groot gedeelte van de archipel aan de Werelderfgoedlijst van UNESCO toegevoegd door aansluiting bij het al bestaand gebied Hoge kust (Zweden), dat al in 2000 op de werelderfgoedlijst was komen te staan. De naam van dit gebied werd veranderd in Hoge Kust en Kvarkenarchipel.